# Le Passage de l'Indiana
Le Passage de l'Indiana est une pièce de théâtre écrite par Normand Chaurette et mise en scène par Denis Marleau en 1996.

## Résumé
L'action se déroule dans le milieu littéraire où la romancière Martina North intente une poursuite contre le jeune écrivain à succès Eric Mahoney pour le plagiat d'un passage de son roman paru deux ans auparavant et le vol de certains objets intimes. Cette étrange affaire amène les auteurs et leurs éditeurs à jongler sur les cohérences et les incohérences relatives du plagiat. 

## Contexte de création
La pièce Le Passage de l'Indiana a été créée le 10 juillet 1996 lors de la cinquantième édition du Festival d'Avignon au Tinel de la Chartreuse de Villeneuve-lez-Avignon . Elle a été présentée jusqu'au 16 juillet 1996. Au Canada, la pièce a été présentée la première fois au théâtre français du Centre national des Arts à Ottawa du 25 au 28 septembre 1996 et à l'Usine C à Montréal du 5 au 30 novembre 1996.

## Fiche technique et distribution à la création (1996)

### Fiche technique
- Mise en scène : Denis Marleau
- Assistance à la mise en scène : Michèle Normandin et Allain Roy
- Conseiller littéraire : Stéphane Lépine
- Scénographie : Michel Goulet
- Musique : Denis Gougeon
- Éclairages : Guy Simard
- Costume : Lyse Bédard
- Maquillages et coiffures : Angelo Barsetti

La pièce est une coproduction d'UBU et du Théâtre français du Centre national des Arts.

### Distribution
- Frank Caroubier : Jean-Louis Millette
- Dawn Grisanthi : Julie McClemens
- Eric Mahoney : Marc Béland
- Martina North : Andrée Lachapelle

## Réception
La pièce a été très bien reçue par le public et les médias au moment de sa création au Festival d'Avignon en 1996 comme le mentionne Pierre Cayouette du journal Le Devoir à l'approche de la première à Montréal. Il rapporte que la pièce a été acclamée au Festival d'Avignon, que des gens arrêtaient Andrée Lachapelle pour la féliciter et qu'un critique du Monde considérait la pièce comme la meilleure du Festival. Il ajoute : « A n'en point douter, l'accueil sans pareil qu'a réservé Avignon à la pièce de  Normand Chaurette, Le  Passage de l'Indiana est un événement historique, non seulement pour la dramaturgie d'ici, mais pour la culture québécoise dans son ensemble ».

## Récompenses
Les artisans de la pièce Le Passage de l'Indiana ont remporté de nombreuses récompenses: Normand Chaurette reçoit en 1996 le Prix littéraire du Gouverneur général pour le théâtre de langue française  sur la recommandation du Conseil des arts du Canada; Normand Chaurette, encore, reçoit le Masque du meilleur texte original et Guy Simard, celui de la meilleure conception des éclairages de l'Académie québécoise du théâtre, édition 1996-1997; et enfin, Michel Goulet remporte le Prix Gascon-Roux de la conception du décor tandis que Guy Simard reçoit celui de la conception d'éclairage du Théâtre du Nouveau Monde, édition 1996-1997.

## Analyses
Outre les récompenses offertes par les pairs du miŀieu artistique et la bonne réception par les critiques au moment de sa création, , la pièce fait aussi l'objet de plusieurs études et analyses. Parmi ceux-ci, dans un numéro de la revue Voix et Image consacré à l’œuvre de Normand Chaurette, Marie-Christine Lesage explore la question du plagiat dans Le Passage de l'Indiana sous la forme de l'identité personnelle, de ses empreintes et de ses emprunts  Elle écrit : « Cette thématique du plagiat littéraire, et c'est là un des principaux intérêts de la pièce sur le plan formel, sert également de modèle de composition, c'est-à-dire que la structure de la pièce reprend en écho ce qui constitue le principe même du plagiat, celui de la répétition de fragments dits ou écrits précédemment par quelqu'un d'autre. Ainsi, le thème et la forme dramatique se renvoient constamment l'un à l'autre dans un jeu spéculaire qui, manifestement, caractérise l'écriture de Chaurette depuis ses débuts ».
En 2001, Hélène Jacques reprend l'idée de la structure musicale de la pièce sommairement élaborée par Lesage. Pour elle, au-delà de la déconstruction théâtrale, c'est-à-dire, le jeu dans le jeu, Jacques modèle son argument autour de la construction rythmique, d'une structure du montage qui définit les termes de la pièce et le discours des personnages par des répliques qui se répètent. « Chaurette élabore, dans Le passage de l'Indiana, une construction formelle
complexe qui évoque la structuration d'une partition musicale. Les tableaux sont organisés à la manière d'un quatuor musical... Chaurette multiplie également, comme dans une partition musicale, les répétitions de répliques, de phrases et de situations, engendrant ainsi de nombreux effets de rythme dans une temporalité cyclique ».
En 2011, Marie-Hélène Beaudry utilise comme matériau trois œuvres de Normand Chaurette, dont Le Passage de l'Indiana dans son étude sur l'esthétique du plagiat. En plus du thème du plagiat qui se manifeste d'une façon formelle et récurrente, elle élabore aussi son analyse sur l'effet miroir du plagiat avec ses nombreuses occurrences répétées dans le texte même de Chaurette (principe générateur) et celui du vol d'identité.